# Bonamia ostreae
Espèce
Bonamia ostreae est une espèce de parasites unicellulaires qui touche les huîtres plates Ostrea edulis. Ce parasite se rencontre sur la côte Atlantique de l'Europe, de l'Espagne au Danemark, et sur les côtes Atlantique et Pacifique des États-Unis. Elle est responsable de la bonamiose, une maladie qui fait de très vastes dégâts dans les populations d'huîtres plates, notamment d'huîtres plates européennes dont la production a très fortement décrue depuis l'arrivée de ce parasite.

## Publication originale
Yves Pichot, Michel Comps, Gilbert Tige, Henri Grizel et Marie-Agnès Rabouin, « Recherches sur Bonamia ostreae gen. n., sp. n., parasite nouveau de l'huître plate Ostrea edulis L. », Revue des Travaux de l'Institut des Pêches Maritimes, Paris et Nantes, Ifremer, vol. 43, no 1,‎ janvier 1980, p. 131-140 (ISSN 0035-2276, lire en ligne).